# Napierville
Napierville es un municipio de la provincia de Quebec en Canadá. Es una de las ciudades pertenecientes al municipio regional de condado de Les Jardins-de-Napierville y, a su vez, a la región de Vallée-du-Haut-Saint-Laurent en Montérégie.

## Geografía

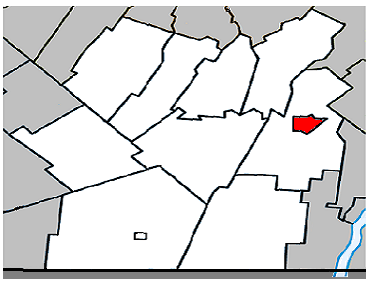
Ubicación de Napierville en Les Jardins-de-Napierville

El territorio de Napierville está enclavado en el de Saint-Cyprien-de-Napierville. Tiene una superficie total de 4.49 km² toda tierra firme.

## Política
Napierville está incluso en el MRC de Les Jardins-de-Napierville. El consejo municipal está compuesto por seis consejeros representando sin división territorial. El alcalde actual (2015) es Jacques Délisle.
|            | 2005-2009                                                                                            | 2009-2013 | 2013-2017 |
| Alcalde    | Alain Fredette                                                                                       | Alain Fredette* Jacques Délisle**                                                                            | Jacques Délisle                                                                                                   |
| Consejeros | Pierre Archambault Jean-François Côté Jacques Délisle Mario Dufour Nathalie Joyal Chantale Pelletier | Pierre Archambault Jacques Délisle* Mario Dufour Micheline Patenaude Fortin Chantale Pelletier Guy Pomerleau | Mario Dufour# David Dumont# Daniel Dumontier# Micheline Patenaude Fortin# Chantale Pelletier# Ghislain Perreault# |

* Al inicio del termo pero no al fin.  ** Al fin del termo pero no al inicio.  # En el partido del alcalde (2013).
El territorio de Napierville forma parte de las circunscripciones electorales de Huntingdon a nivel provincial y de Beauharnois-Salaberry a nivel federal.

## Demografía
Según el censo de Canadá de 2011, había 3525 personas residiendo en este municipio con una densidad de población de 796,6 hab./km². Los datos del censo mostraron que de las 3352 personas censadas en 2006, en 2011 hubo un aumento de 173 habitantes (5,2 %). El número total de inmuebles particulares resultó de 1465. El número total de viviendas particulares que se encontraban ocupadas por residentes habituales fue de 1412.
Evolución de la población total, Napierville, 1991-2015